# Justicia holochila
Justicia holochila là một loài thực vật có hoa trong họ Ô rô. Loài này được (Rizzini) Profice mô tả khoa học đầu tiên năm 1993.